# Coreopsis
Coreopsis és un gènere de plantes asteràcies i dins la tribu Heliantheae. Conté unes 97 espècies. És un gènere principalment natiu d'Amèrica del Nord i moltes de les seves espècies es cultiven com planta ornamental en els jardins. Les seves flors generalment són grogues i amb els extrems dentats. Aquestes plantes popularment també s'anomenen "Calliopsis".

## Algunes espècies
| Coreopsis auriculata Coreopsis basalis Coreopsis bigelovii Coreopsis californica Coreopsis gigantea Coreopsis gladiata Coreopsis grandiflora Coreopsis hamiltonii Coreopsis lanceolata | Coreopsis linifolia Coreopsis major Coreopsis nuecensis Coreopsis palmata Coreopsis rosea Coreopsis tinctoria Coreopsis tripteris Coreopsis verticillata Coreopsis wrightii |